# Primi ministri del Mozambico
I primi ministri del Mozambico dal 1975 (data di indipendenza dal Portogallo) ad oggi sono i seguenti.

## Lista
| Primo ministro                                              | Primo ministro | Primo ministro              | Partito                             | Elezione   | Mandato          | Mandato          |
| Primo ministro                                              | Primo ministro | Primo ministro              | Partito                             | Elezione   | Inizio           | Fine             |
| ----------------------------------------------------------- | -------------- | --------------------------- | ----------------------------------- | ---------- | ---------------- | ---------------- |
| Repubblica Popolare del Mozambico                           |                |                             |                                     |            |                  |                  |
| Carica non istituita (dal 25 giugno 1975 al 17 luglio 1986) |                |                             |                                     |            |                  |                  |
|                                                             |                | Mário da Graça Machungo     | Fronte di Liberazione del Mozambico | –          | 17 luglio 1986   | 1º dicembre 1990 |
| Repubblica del Mozambico                                    |                |                             |                                     |            |                  |                  |
|                                                             |                | Mário da Graça Machungo     | Fronte di Liberazione del Mozambico | –          | 1º dicembre 1990 | 16 dicembre 1994 |
|                                                             |                | Pascoal Mocumbi             | Fronte di Liberazione del Mozambico | 1994, 1999 | 16 dicembre 1994 | 17 febbraio 2004 |
|                                                             |                | Luisa Diogo                 | Fronte di Liberazione del Mozambico | 2004       | 17 febbraio 2004 | 16 gennaio 2010  |
|                                                             |                | Aires Ali                   | Fronte di Liberazione del Mozambico | 2009       | 16 gennaio 2010  | 8 ottobre 2012   |
|                                                             |                | Alberto Vaquina             | Fronte di Liberazione del Mozambico | –          | 8 ottobre 2012   | 17 gennaio 2015  |
|                                                             |                | Carlos Agostinho do Rosário | Fronte di Liberazione del Mozambico | 2014, 2019 | 17 gennaio 2015  | 3 marzo 2022     |
|                                                             |                | Adriano Afonso Maleiane     | Fronte di Liberazione del Mozambico | —          | 3 marzo 2022     | 15 gennaio 2025  |
|                                                             |                | Maria Benvinda Levy         | —                                   | —          | 15 gennaio 2025  | in carica        |